# Blato, Kiustendil
Blato (în bulgară Блато) este un sat în comuna Bobov Dol, regiunea Kiustendil,  Bulgaria.

## Demografie
Componența etnică a satului Blato
     Bulgari (96,66%)
     Nicio identificare (3,33%)
     Altele (0%)
La recensământul din 2011, populația satului Blato era de 30 locuitori. Din punct de vedere etnic, majoritatea locuitorilor (96,66%) erau bulgari. Pentru 3,33% din locuitori nu este cunoscută apartenența etnică.